# Frost (musikalbum)
Frost är det andra fullängdsalbumet av norska progressive metal-bandet Enslaved. Frost är det album där gruppen första gången infogar influenser från viking metal i sina låtar. Albumet blev det sista som gruppens dåvarande trummis Trym Torson spelade in, innan han gick över till Emperor. 
Albumet gavs också ut i en begränsad vinylupplaga om 2 300 exemplar, 2 000 svarta och 300 blå.

## Låtlista
1. "Frost" (Ivar Bjørnson) – 2:52
2. "Loke" (Bjørnson/Grutle Kjellson) – 4:22
3. "Fenris" (Bjørnson/Kjellson) – 7:16
4. "Svarte Vidder" (Bjørnson) – 8:43
5. "Yggdrasil" (Bjørnson/Hávamál) – 5:23
6. "Jotunblod" (Bjørnson/Kjellson) – 4:07
7. "Gylfaginning" (Bjørnson/Kjellson) – 5:31
8. "Wotan" (Bjørnson/Kjellson)– 4:12
9. "Isöders dronning" (Bjørnson) – 7:45

## Medverkande

### Musiker
Enslaved
- Ivar Bjørnson (eg. Ivar Skontorp Peersen) – gitarr, keyboard, ljudeffekter, omslagsdesign
- Grutle Kjellson (Kjetil Tvedte Grutle) – basgitarr, sång, munharpa, omslagsdesign
- Trym Torson (Kai Johnny Solheim) – trummor, percussion

Bidragande musiker
- Eirik "Pytten" Hundvin – bandlös bas på spår 5, "Yggdrasil"

### Andra medverkande
- Pytten (Eirik Hundvin) – producent, ljudtekniker, mixning
- Dave Bertolini – ljudtekniker
- Robin Malmberg – omslagsdesign
- Svein Grønvold – foto
- Harald Nordbakken – foto
- Jannicke Wiese-Hansen – logo